# Maria Popescu
Maria Popescu, cognome poi francesizzato in Popesco (Bucarest, 4 settembre 1919 – Canton Vallese, 3 novembre 2004), è stata una criminale rumena condannata all'ergastolo per l'assassinio della matrigna e della cameriera e per il tentato assassinio del patrigno. Il caso divise l'opinione pubblica svizzera tra innocentisti e colpevolisti.

## Biografia
Figlia di un petroliere, fu adottata da Stelian Popescu, ex ministro romeno della giustizia, affiliato al partito liberale romeno e direttore di Universul, il giornale più grande in Romania e noto per la linea antisemita e anti-ungherese. Maria sposò Victor, figlio di Stelian, e nel 1942 la coppia si rifugiò in Svizzera per sfuggire alla seconda guerra mondiale, stabilendosi a Ginevra.
Nel 1945 Maria Popescu fu arrestata a Ginevra con l'accusa di aver avvelenato la matrigna Lelia Popescu e la sua cameriera Lina Mory, e aver tentato di avvelenare anche il patrigno, e il 21 dicembre 1946 il tribunale penale di Ginevra la condannò all'ergastolo.
Maria proclamò sempre la propria innocenza e in due occasioni chiese la revisione del processo. L'avvocato della difesa Georges Brunschvig demolì molte delle certezze che avevano portato alla condanna nel primo processo, tuttavia ciò non fu sufficiente ad ottenere la revisione che fu respinta per due volte, fatto che scosse l'opinione pubblica in Svizzera. Nel 1957, dopo undici anni e mezzo di prigionia, il suo appello alla clemenza fu accettato dal Parlamento di Ginevra e Maria tornò libera.
Dopo il rilascio, Popescu pubblicò nel 1961 un libro dal titolo Entre deux Mercredis ("fra due mercoledì") nel quale trattava sia della sua vicenda che delle condizioni dei detenuti nelle carceri svizzere di quegli anni. In seguito adottò un figlio e nel 2004 morì.